# Octavia Spencer
Octavia Lenora Spencer (Født 25. maj 1970) er en amerikansk skuespiller. Hun er bedst kendt for sin rolle som Minny, tjenestepigen i filmen Niceville, som hun fik en Oscar for bedste kvindelige birolle for.
Spencer blev født i Montgomery, Alabama, og er den sjette af syv søskende. Hendes mor arbejdede som tjenestepige. Spencer dimitterede fra Jefferson Davis High School i 1988, og fik en bachelor i Liberal Arts fra Auburn University.
Spencer havde sin filmdebut i Joel Schumachers A time to kill, baseret på en bog af John Grisham. Spencer var egentlig ansat som caster, men spurgthe Schumacher om hun måtte prøvefilme til en lille rolle. Siden har hun medvirket i flere film, og har gæsteoptrådt i flere tv-serier.
I 2003 havde hun sin debut på teatret.

## Udvalgte roller
- 1996: A time to kill – Roarks sygeplejerske
- 1998: Skadestuen – Maria Jones
- 1999: Chicago Hope – Nurse Jane
- 1999: X-files – Nurse Octavia
- 2000: Big Momma's House – Twila
- 2002: Spider-Man – Kassedame
- 2003: Bad Santa – Opal
- 2007: Ugly Betty – Constance Grady
- 2009: The first time – Mrs. Hambrick
- 2010: Dinner for Schmucks – Madame Nora
- 2011: Niceville – Minny Jackson
- 2014: Black or White (film) - Wee Wee
- 2015: Insurgent - Johanna Reyes
- 2016: Hidden Figures
- 2017: The Shape of Water
- 2019: Self Made
- 2020: The Witches